# Браун, Виктор
Ви́ктор Бра́ун Ро́хас (исп. и англ. Víctor Brown Rojas, 7 марта 1927 — дата смерти неизвестна) — боливийский футболист, нападающий, участник чемпионата мира 1950 года.

## Карьера

### Клубная
Виктор Браун играл за клуб «Литораль» из столицы Боливии.

### В сборной
В составе сборной был на чемпионате мира 1950 года в Бразилии, но на поле не выходил. Принимал участие в ЧЮА-1953, а также в Отборочном турнире к ЧМ-1958.
| Матчи и голы Виктора Брауна за сборную Боливии | Матчи и голы Виктора Брауна за сборную Боливии | Матчи и голы Виктора Брауна за сборную Боливии | Матчи и голы Виктора Брауна за сборную Боливии | Матчи и голы Виктора Брауна за сборную Боливии | Матчи и голы Виктора Брауна за сборную Боливии | Матчи и голы Виктора Брауна за сборную Боливии |
| ---------------------------------------------- | ---------------------------------------------- | ---------------------------------------------- | ---------------------------------------------- | ---------------------------------------------- | ---------------------------------------------- | ---------------------------------------------- |
| №                                              | Дата                                           | Место проведения                               | Соперник                                       | Счёт                                           | Голы                                           | Турнир                                         |
| 1                                              | 16 февраля 1950                                | Ла-Пас, Боливия                                | Чили                                           | 2:0                                            | -                                              | Товарищеский матч                              |
| 2                                              | 12 марта 1950                                  | Сантьяго, Чили                                 | Чили                                           | 0:5                                            | -                                              | Товарищеский матч                              |
| 3                                              | 22 февраля 1953                                | Лима, Перу                                     | Перу                                           | 1:0                                            | -                                              | Чемпионат Южной Америки по футболу 1953        |
| 4                                              | 25 февраля 1953                                | Лима, Перу                                     | Уругвай                                        | 0:2                                            | -                                              | Чемпионат Южной Америки по футболу 1953        |
| 5                                              | 1 марта 1953                                   | Лима, Перу                                     | Бразилия                                       | 1:8                                            | -                                              | Чемпионат Южной Америки по футболу 1953        |
| 6                                              | 8 марта 1953                                   | Лима, Перу                                     | Эквадор                                        | 1:1                                            | -                                              | Чемпионат Южной Америки по футболу 1953        |
| 7                                              | 16 марта 1953                                  | Лима, Перу                                     | Парагвай                                       | 1:2                                            | -                                              | Чемпионат Южной Америки по футболу 1953        |
| 8                                              | 28 марта 1953                                  | Лима, Перу                                     | Чили                                           | 2:2                                            | -                                              | Чемпионат Южной Америки по футболу 1953        |
| 9                                              | 6 июня 1957                                    | Асунсьон, Парагвай                             | Парагвай                                       | 2:5                                            | -                                              | Copa Paz del Chaco                             |
| 10                                             | 13 июня 1957                                   | Асунсьон, Парагвай                             | Парагвай                                       | 1:0                                            | -                                              | Copa Paz del Chaco                             |
| 11                                             | 18 августа 1957                                | Ла-Пас, Боливия                                | Парагвай                                       | 3:3                                            | -                                              | Copa Paz del Chaco                             |
| 12                                             | 21 августа 1957                                | Ла-Пас, Боливия                                | Парагвай                                       | 2:1                                            | 1                                              | Copa Paz del Chaco                             |
| 13                                             | 22 сентября 1957                               | Сантьяго, Чили                                 | Чили                                           | 1:2                                            | -                                              | Отбор к ЧМ 1958                                |
| 14                                             | 29 сентября 1957                               | Ла-Пас, Боливия                                | Чили                                           | 3:0                                            | -                                              | Отбор к ЧМ 1958                                |
| 15                                             | 6 октября 1957                                 | Ла-Пас, Боливия                                | Аргентина                                      | 2:0                                            | -                                              | Отбор к ЧМ 1958                                |
| 16                                             | 27 октября 1957                                | Буэнос-Айрес, Аргентина                        | Аргентина                                      | 0:4                                            | -                                              | Отбор к ЧМ 1958                                |

Итого: 16 матчей / 1 гол; 6 побед, 3 ничьих, 7 поражений.